# Medaille für Kunst und Wissenschaft (Waldeck)
Die Medaille für Kunst und Wissenschaft wurde am 4. Juli 1899 durch Fürst Friedrich zu Waldeck-Pyrmont gestiftet und an Personen verliehen, die sich auf diesen Gebieten Verdienste um das Land erworben hatten.

## Stufen
Ursprünglich wurde die Auszeichnung in einer Stufe gestiftet, 1903 aber um die ranghöhere Große Medaille für Kunst und Wissenschaft ergänzt.

## Aussehen
Die runde Silber vergoldete dunkelblau emaillierte Medaille hat aufliegend einen schwarz emaillierten achtstrahligen Wappenstern. Im unteren Halbkreis ist die Umschrift Dem Verdienste. zu lesen, die an drei Stellen von den Sternstrahlen unterbrochen ist. Auf dem Wappenstern liegt ein weiß emailliertes gold umrandetes Medaillon auf. Darin ist ein rot emailliertes Ankerkreuz zu sehen. Über dem Medaillon sind die goldenen Initialen G V (Georg Viktor) angebracht, die von einem Fürstenhut gekrönt sind. Am oberen Rand der Medaille sind zwei vergoldete Eichenblätter zu sehen, die sich nach oben hin verjüngen und daran ist der Tragering befestigt.
Die Dekoration der Großen Medaille ist etwas vergrößert und trägt umlaufend einen dichten grün emaillierten Eichenkranz.

## Trageweise
Die Große Medaille wurde um den Hals, die andere an einem gold-gelb Band mit schmalen rot/schwarzen Seitenstreifen auf der linken Brustseite getragen.